# Sergej Neubauer
Sergej Neubauer (* 14. April 1985 in Karaganda, Sowjetunion, heute Kasachstan) ist ein deutscher Fußballspieler.

## Karriere
Der gebürtige Russlanddeutsche kam als Spätaussiedler nach Deutschland. Der 1,83 m große Mittelfeldspieler begann seine Karriere bei der nordhessischen JSG Schauenburg und spielte anschließend für KSV Hessen Kassel und KSV Baunatal. 2006 wechselte er zum 1. FC Kaiserslautern, wo er zunächst im U-23-Team in der Oberliga eingesetzt wurde. Er debütierte am 13. August 2007 im Profifußball, als er bei der Zweitligabegegnung des FCK gegen Borussia Mönchengladbach in der 2. Halbzeit eingewechselt wurde. Sechsmal kam er in seiner ersten Saison in der 1. Mannschaft zum Einsatz.
Im Sommer 2009 wechselte er nach Rot-Weiss Essen. Nach nur einem Jahr verließ er Essen und wechselte innerhalb der Regionalliga West zum Ligarivalen Sportfreunde Lotte.